# Nørre Ravnstrup
Nørre Ravnstrup var/er en herregård i Ørum Sogn, Dronninglund Herred, Brønderslev Kommune med godsskifteprotokol G29.

## Ejere
- 1500 Hundslund kloster
- 1536 Kronen
- 1578 Peder Munk Lange
- 1623 Malthe Sehested
- 1647 ca. Lave Bille
- 1678 ca. Albert Bille
- 1682 Maren Mortensdatter Kjærulf
- 1689 Thomas Stephansen Brøndum
- 1704 Henrik Sørensen Kjærulf
- 1711 Anne Nielsdatter Kjærulf
- 1713 Morten Clausen Kjærulf
- 1717 Otte Arenfeldt
- 1720 Jesper Pedersen Lykke
- 1725 Jakob Frandsen Hjort
- 1730 Jakob Christensen Rind
- 1757 Helmike Margrethe Lassen
- 1758 Jes Poulsen Dytschou
- 1766 Carl Fr. Hagstrøm
- 1772 Wulf Eliasen
- 1775 Andreas Skeel
- 1777 Johs Meller Valeur
- 1777 Carl Fr. Hagstrøm
- 1782 Jørgen Gleerup
- 1783 Peder Mikkelsen Rold
- 1800 Jens Mogensen Lundbye
- 1847 Peder Rold Lundbye
- 1864 Ida Kirstine Ilum, gift 1) Lundbye, 2) Bredstrup
- 1867 Hans Holm Bredstrup
- 1878 Jens Christian Bredstrup
- 1901 Frederik Hasselbalch
- 1907 Jørgen R. Nielsen
- Holger Nielsen
- Erik Larsen[1]
- 1982 Christian Larsen[2]